# 貝尤維斯塔 (路易斯安那州)
貝尤維斯塔（英語：Bayou Vista）是位於美國路易斯安那州聖瑪麗堂區的一個普查規定居民點。

## 人口
根據2020年美國人口普查的數據，貝尤維斯塔的面積為5.05平方千米，當中陸地面積為4.67平方千米，而水域面積為0.38平方千米。當地共有人口4213人，而人口密度為每平方千米834.26人。